# Sonata per pianoforte n. 12 (Beethoven)
Il nome associato alla dodicesima sonata per pianoforte di Beethoven deriva dalla Marcia Funebre sulla morte di un eroe che compone il terzo movimento (e il cui titolo è stato scelto dall'autore stesso).

## Struttura

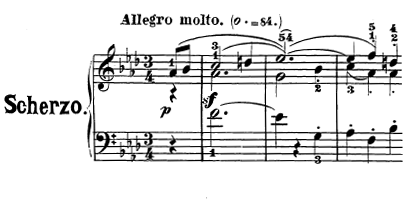
Secondo movimento, Scherzo: Allegro molto

Così come la precedente Op. 22, anche questo lavoro veniva indicato dall'autore con l'appellativo di "grande sonata" e, sempre al pari con la precedente sonata, si presenta in quattro movimenti:
1. Andante con variazioni

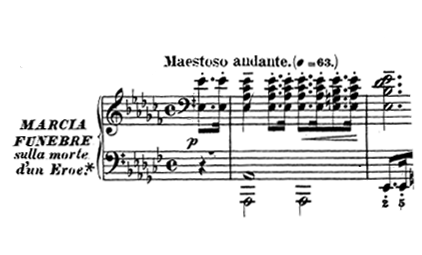
La Marcia funebre (terzo movimento): Maestoso andante

  - Variazione I: Animato un pochettino
  - Variazione II: Un pochettino più animato
  - Variazione III: Tempo primo
  - Variazione IV: Poco più mosso
  - Variazione V: Tempo primo, ma un poco animato
2. Scherzo: Allegro molto
3. Marcia funebre sulla morte di un eroe: Maestoso andante
4. Allegro

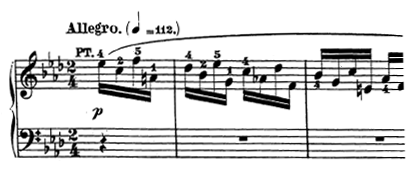
Quarto movimento: Allegro

Come nelle due sonate dell'Op. 27, Beethoven rinuncia per il primo movimento alla forma-sonata in favore di una forma più libera, in questo caso quella delle variazioni: il tema originale – Andante, in tempo di 3/8 – viene variato cinque volte, senza modificazioni di ritmo.
Segue uno Scherzo dal carattere vivo e pieno di slancio.
Introdotta da un cupo ritmo puntato e ribattuto, la Marcia funebre presenta un clima di eroica desolazione che si interrompe nella sezione centrale, in cui il pianoforte sembra presentare la parodia di rulli di timpani e squilli di tromba. Non a caso l'autore, nel 1815, ha trascritto questa pagina per orchestra (trasponendola in Si minore in modo da facilitarne l'eseguibilità) per poi riutilizzarla nel finale delle musiche di scena per il dramma Leonore Prohaska di Friedrich Duncker.
Chiude la sonata un Allegro in forma di Rondò pieno di vitalità. Dall'esame degli appunti di Beethoven sembrerebbe che sia stato il primo dei quattro movimenti ad essere composto. Si tratta di una corsa pressoché ininterrotta di semicrome, che potrebbe sembrare la graziosa parodia di un intenso conversare salottiero. Si conclude così questa sonata, in maniera aggraziata e sbarazzina e con un contrasto, tanto vistoso quanto perfettamente equilibrato, rispetto alla precedente marcia funebre.

### Analisi del Primo movimento
Il primo movimento della dodicesima sonata per pianoforte di Beethoven (op. 26) è un ”Andante con variazioni” in tempo tre ottavi nella tonalità di base di la bemolle maggiore. La struttura è quella del Tema e variazioni: esposizione del tema e cinque variazioni.

#### Esposizione del tema
Il tema consiste in una regolare melodia di 8 misure, piana e semplice esposta nella tonalità di base (la bemolle maggiore) con appena una breve fermata nella zona centrale e ancor più brevemente alla fine sulla dominante (mi bemolle maggiore). [batt. 1-9]
L'Esposizione completa di questo tema dalla forma del Lied occupa in tutto 35 misure divise in quattro momenti:
- (1) esposizione del tema (battute 1 - 9);
- (2) ripetizione del tema (battute 9 - 17);
- (3) breve sviluppo cantabile con modulazione finale sulla dominante (battute 17 – 27);
- (4) ripresa del tema (battute 27 – 35).

Nello sviluppo il momento di maggiore profondità del sentimento è dato dalla ripetizione progressiva di un semplice elemento: [batt. 17-21]
In questa prima parte l'ambiente tonale gravita fondamentalmente sulla tonica con alcune brevi escursioni nella dominante: la settima di dominante (mi bemolle maggiore settima) compare nelle cadenze (perfette) finali del secondo, terzo e quarto momento: [batt. 26-35]

#### Prima variazione
La Prima Variazione può essere definita la più “snella” tra le cinque variazioni anche se i continui arpeggi della mano destra creano un'atmosfera armonica di suoni molto affini tra di loro [batt. 36-42]
Il Tema è appena variato e la struttura formale di questa variazione è la stessa dell'Esposizione: Tema – Ripetizione – Sviluppo – Ripresa del tema

#### Seconda variazione
La Seconda variazione è più nervosa e determinata. Anche se la struttura formale è ancora quella iniziale, il tema è meno evidente soprattutto per la collocazione dalla misura 74 in poi delle note principali del tema originale sui tempi più deboli della battuta. [batt. 71-75]

#### Terza variazione
La Terza variazione è in minore (la bemolle minore) ed ha un particolare carattere soprattutto nella drammatizzazione dolorosa del tema in ritmo sincopato mentre una passione a tratti violenta si evince nelle note più basse in sforzando nella “Ripetizione” e nella “Ripresa”. [batt. 114-122]

#### Quarta variazione
La Quarta variazione può essere definita “sorridente” e “vivace spiritualmente”. Si ritorna alla tonalità d'impianto (la bemolle maggiore) e il tema viene presentato in un elegante contrasto tra il trasparente pianissimo e staccato della mano sinistra e la legata articolazione della mano destra. [batt.141-146]

#### Quinta variazione
La Quinta variazione, eterea e melodica, è più simile allo spirito delle prime due. Un continuo movimento di terzine di semicrome e successivamente di quartine di biscrome nasconde la melodia del tema, che come nella seconda variazione presenta le note più importanti sui tempi deboli della misura (sul terzo, sesto e nono dei 9/16 in terzine). [batt. 176-179]
Una nuova melodia chiude il movimento nelle ultime quindici misure. [batt. 210-214]

#### Schema riassuntivo
| Parte                | Sezione                 | Grado             | Tonalità            | Battute: da-a |
| -------------------- | ----------------------- | ----------------- | ------------------- | ------------- |
| Esposizione del tema | Tema                    | I (tonica)        | La bemolle maggiore | 1 – 9         |
| Esposizione del tema | Ripetizione             | I (tonica)        | La bemolle maggiore | 9 - 17        |
| Esposizione del tema | Sviluppo                | → V (dominante)   | Mi bemolle          | 17 - 27       |
| Esposizione del tema | Ripresa                 | I (tonica)        | La bemolle maggiore | 27 - 35       |
| Variazione I         | (come nell'Esposizione) | I (tonica)        | La bemolle maggiore | 36 – 70       |
| Variazione II        | (come nell'Esposizione) | I (tonica)        | La bemolle maggiore | 71 – 105      |
| Variazione III       | (come nell'Esposizione) | I (tonica minore) | La bemolle minore   | 106 – 140     |
| Variazione IV        | (come nell'Esposizione) | I (tonica)        | La bemolle maggiore | 141 – 175     |
| Variazione V         | (come nell'Esposizione) | I (tonica)        | La bemolle maggiore | 176 – 210     |
| Coda finale          |                         | I (tonica)        | La bemolle maggiore | 210 - 225     |

### Analisi del Secondo movimento
Il secondo movimento è uno Scherzo. La struttura formale è la seguente: Scherzo (Esposizione – Sviluppo - Ripresa) – Trio (Esposizione – Sviluppo) – Ripresa dello Scherzo senza replica. La tonalità di base è fa minore (relativo minore di la bemolle maggiore). Il tempo è un ”Allegro molto” in tre quarti.

A questo punto della sonata dovrebbe comparire un “Adagio”; indubbiamente l'inserimento dello “Scherzo” ha la funzione di contrastare immediatamente il tempo precedente (“Andante”), anche se non si può non notare una certa affinità (spirituale – stessa espressione burlesca e gaia) con la quarta variazione.

#### Scherzo: Esposizione
Il tema è formato da quattro frasi quasi identiche ciascuna di quattro misure. La tonalità si alterna tra la tonica e sottodominante (Si bemolle minore) per concludere (nell'ultima frase) in la bemolle maggiore. Il ritmo è dato da due accenti: uno principale sulla seconda battuta e uno secondaria ma forte sulla terza battuta, mentre il tema si chiude sul tempo forte della quinta misura senza però accento. [batt. 1- 9]

#### Scherzo: Sviluppo e Ripresa
Nello Sviluppo gli accenti, così importanti nell'Esposizione, continuano a catturare l'attenzione ma ora sono spostati: nella seconda e quarta battuta del tema (sempre di quattro misure). [batt. 18-22]
Un altro elemento caratterizzante di questo Sviluppo è l'alternanza tra lo ”staccato” e il ”legato” (a proposito del legato della riga superiore, non tutte le edizioni lo riportano). [batt. 36-44]
A misura 46 viene ripreso il tema dello Scherzo nella tonalità di base (fa minore) dopo diverse battute insistenti su un accordo di settima di dominante (do maggiore settima). Il tema in questo ritorno si presenta in forma variata: delle rapide sestine lo accompagna fino alla fine di questa parte. [batt. 45-50]

#### Trio
Il Trio contrasta notevolmente con lo Scherzo: da un carattere quasi comico si passa ad una danza pastorale. Per alcuni il ritmo degli accenti dovrebbe proseguire anche nel Trio. La tonalità del Trio è la sopratonica (re bemolle maggiore) indicata anche dalle chiavi in armatura. [batt. 70-78]
Lo Sviluppo del Trio è da misura 79 a misura 100. Alla fine del Trio si riprende lo Scherzo senza ripetizioni.

#### Schema riassuntivo
| Parte                     | Sezione              | Grado               | Tonalità            | Battute: da-a |
| ------------------------- | -------------------- | ------------------- | ------------------- | ------------- |
| Scherzo                   | Esposizione del tema | I (tonica)          | Fa minore           | 1 – 17        |
| Scherzo                   | Sviluppo             | III (mediante)      | La bemolle maggiore | 17 - 46       |
| Scherzo                   | Ripresa              | I (tonica)          | Fa minore           | 46 - 69       |
| Trio                      | Esposizione del tema | VI (sopradominante) | Re bemolle maggiore | 70 - 78       |
| Trio                      | Sviluppo             | III (mediante)      | La bemolle maggiore | 79 - 100      |
| Ripetizione dello Scherzo |                      |                     |                     |               |

### Analisi del Terzo movimento
Il terzo movimento è una marcia funebre: ”Marcia Funebre sulla morte d'un Eroe”. La struttura formale è tripartita con una sezione centrale in “modo maggiore” (la tonalità di base della marcia è in la bemolle minore). Il tempo è un quattro quarti.

Di particolare importanza in questo movimento, soprattutto nell'esecuzione, è la ”giustezza ritmica”; ossia il ritmo fondamentale: croma con punto – semicroma – croma. Bisogna sempre ricordare che “la maggior potenza del genio beethoveniano è nel ritmo”.

#### Esposizione della marcia
In questa esposizione si possono individuare tre sezioni: (1) tema della marcia (battute 1 - 9), (2) ripetizione del tema (battute 9 – 17) e (3) coda finale (battute 17 - 31). Il tema viene presentato su due frasi (domanda e risposta); entrambe iniziano sulla tonica (la bemolle minore) ma mentre la prima si chiude sulla dominante maggiore (mi bemolle maggiore), la seconda si chiude sulla sopratonica maggiore (si maggiore) che enarmonicamente può essere vista come la relativa maggiore (do bemolle maggiore). [batt. 1-9]
Segue la ripetizione del tema ma in un altro ambiente armonico. Inoltre si deve tornare al minore. Quindi si passa dal si maggiore al si minore. Simmetricamente la domanda si chiude sulla nuova dominante rispetto al si (fa diesis maggiore), mentre la risposta si chiude sulla nuova relativa maggiore (re maggiore). [batt. 9-17]
La coda della marcia introduce qualche nuova linea melodica prima di chiudere sul tema della marcia con una classica cadenza dominante-tonica (mi bemolle maggiore settima – la bemolle minore). Da rilevare l'accordo iniziale della coda (settima diminuita = si re fa lab) necessario per arrivare naturalmente alla dominante mi bemolle e quindi alla tonica (la bemolle minore).

#### Parte centrale: Maggiore
La parte centrale (definita anche come Trio) è in modo maggiore (la bemolle maggiore) e introduce sonorità quasi orchestrali: rullo di timpani ed esclamazioni degli ottoni. L'armonizzazione procede semplicemente per quinte: la bemolle maggiore – mi bemolle maggiore – si bemolle maggiore – mi bemolle maggiore – la bemolle maggiore. Una ripetizione e dei ritornelli fa in modo di presentare per ben quattro volte il tema del trio.[batt. 32-35]

#### Ripresa della marcia
A misura 41 ritorna il tema della marcia. La prima parte è identica all'Esposizione. Solamente nel finale alla coda vengono aggiunte 7 misure conclusive con una modulazione al modo maggiore (la bemolle maggiore).

#### Schema riassuntivo
| Parte                        | Sezione                             | Sottosezione | Grado                                                                                | Tonalità                                 | Battute: da-a |
| ---------------------------- | ----------------------------------- | ------------ | ------------------------------------------------------------------------------------ | ---------------------------------------- | ------------- |
| Marcia funebre               | Esposizione del tema                | domanda      | I (tonica) → V (dominante)                                                           | La b min. → Mi b magg.                   | 1 – 5         |
| Marcia funebre               | Esposizione del tema                | risposta     | I (tonica) → II (sopratonica magg. = relativa magg.)                                 | La b min. → Si magg.                     | 5 - 9         |
| Marcia funebre               | Ripetizione del tema                | domanda      | II (sopratonica min.) → VI (dominante della sopratonica)                             | Si magg. → Fa # magg.                    | 9 - 13        |
| Marcia funebre               | Ripetizione del tema                | risposta     | II (sopratonica min.) → IV (sottodominante magg. = relativa magg. della sopratonica) | Si magg. → Re magg.                      | 13 - 17       |
| Marcia funebre               | Codetta                             |              | → I (tonica)                                                                         | Si 7dim → La bemolle min.                | 17 - 31       |
| Trio                         | Esposizione del trio con ritornello |              | I (tonica maggiore)                                                                  | La bemolle maggiore                      | 32 - 35       |
| Trio                         | Ripetizione del trio con ritornello |              | V (dominante) → I (tonica maggiore)                                                  | Mi bemolle settima → La bemolle maggiore | 36 - 40       |
| Ripresa della Marcia funebre | Esposizione del tema                | domanda      | I (tonica) → V (dominante)                                                           | La b min. → Mi b magg.                   | 41 – 44       |
| Ripresa della Marcia funebre | Esposizione del tema                | risposta     | I (tonica) → II (sopratonica magg. = relativa magg.)                                 | La b min. → Si magg.                     | 44 - 48       |
| Ripresa della Marcia funebre | Ripetizione del tema                | domanda      | II (sopratonica min.) → VI (dominante della sopratonica)                             | Si magg. → Fa # magg.                    | 48 - 52       |
| Ripresa della Marcia funebre | Ripetizione del tema                | risposta     | II (sopratonica min.) → IV (sottodominante magg. = relativa magg. della sopratonica) | Si magg. → Re magg.                      | 52 - 56       |
| Ripresa della Marcia funebre | Codetta                             |              | → I (tonica min.)                                                                    | Si 7dim → La bemolle min.                | 56 - 70       |
| Ripresa della Marcia funebre | Coda finale                         |              | → I (tonica magg.)                                                                   | → La bemolle magg.                       | 70 - 77       |

### Analisi del Quarto movimento
Il quarto movimento della sonata è in forma di Rondò. Si tratta di un ”Allegretto” in tempo due quarti nella tonalità di base di la bemolle maggiore. La struttura è impostata su un tema esposto per quattro volte con tre episodi intermedi. In realtà la forma di questo movimento è quello di uno ”Studio-Rondò” o anche ”Studio-Esercizio”. Tutto il movimento è realizzato su un veloce procedere ritmico di quartine di semicrome che rimbalzano da una mano all'altra, ma sempre con un andamento leggero, anche se nervoso e vibrante.

#### Tema e primo episodio
Il tema si presenta con una figurazione legata di due misure e mezza per concludersi con tre battute e mezza di quartine di semicrome questa volta non legate. [batt. 1-7]
Questa è quella che può essere considerata la parte propositiva del tema. Seguono altre 6 misure di “risposta” (battute 7 – 13). La codetta del tema si compone di quattro frasi ognuna di quattro misure (battute 13 – 29) non molto dissimili dal tema vero e proprio.

Il primo episodio di questo Rondò inizia a misura 29 con una figurazione uguale alla prima battuta e mezza del tema, mentre poco dopo un nuovo elemento appare nelle note in ottava su tempi sincopati: [batt.29-36]
L'episodio termina con diverse scalette discendenti di semicrome per collegarsi alla ripresa del tema del Rondò.

#### Tema e secondo episodio
A misura 53 in modo quasi impercettibile riappare il tema senza grandi modifiche. Il secondo episodio inizia a misura 81. Solo in questa fase lo scorrere regolare delle quartine viene interrotto da una certa impetuosità espressiva [batt. 82-89]

#### Tema, terzo episodio e ripresa finale del tema
A misura 102, come la prima volta, ritorna il tema quasi all'improvviso. Segue il terzo episodio (è uguale al primo episodio) e quindi a misura 155 ritorna per l'ultima volta il tema (senza la risposta e la codetta) riproposto per due volte. Il movimento si conclude inaspettatamente con un arpeggio in pianissimo che scende nella zona più grave del basso.

#### Schema riassuntivo
| Parte            | Sezione             | Sottosezione | Battute: da-a |
| ---------------- | ------------------- | ------------ | ------------- |
| Tema del Rondò   | Tema                | domanda      | 1 – 7         |
| Tema del Rondò   | Tema                | risposta     | 7 - 13        |
| Tema del Rondò   | Codetta del tema    | frase 1      | 13 - 17       |
| Tema del Rondò   | Codetta del tema    | frase 2      | 17 - 21       |
| Tema del Rondò   | Codetta del tema    | frase 3      | 21 - 25       |
| Tema del Rondò   | Codetta del tema    | frase 4      | 25 - 29       |
| Primo episodio   |                     |              | 29 – 53       |
| Tema             | (come prima volta)  |              | 53 – 81       |
| Secondo episodio |                     |              | 81 - 102      |
| Tema             | (come prima volta)  |              | 102 – 129     |
| Terzo episodio   |                     |              | 129 -155      |
| Tema             | prima esposizione   |              | 155 – 161     |
| Tema             | seconda esposizione |              | 161 - 165     |
| Tema             | arpeggio finale     |              | 165 – 170     |